# Meilenbach
Meilenbach ist ein Gemeindeteil der Stadt Hilpoltstein im Landkreis Roth (Mittelfranken, Bayern). Meilenbach liegt in der Gemarkung Karm.

## Lage
Die Einöde liegt auf der Jurahochfläche unmittelbar östlich von Karm. Der Dorfwiesengraben, ein Zufluss der Schwarzach, fließt im Süden der Einöde vorbei. Die Staatsstraße St 2388, an der Meilenbach liegt, führt in westlicher Richtung über Karm zur Auffahrt Hilpoltstein (AS 56) der Autobahn A 9 und in östlicher Richtung nach Höfen.

## Ortsnamensdeutung
Der Ortsname, der eine Lage am Wasser besagt, soll den mittelhochdeutschen Personennamen Milo enthalten. Eine andere Deutung führt den Ortsnamen auf „michel“ = „groß“ zurück; unklar bleibt, auf was sich dieses Adjektiv beziehen soll.

## Geschichte
1188 ist ein „Michilinbach“ erwähnt. Ob das in einer Urkunde von 1268 genannte „Melhinbach“ das heutige Meilenbach ist, ist unsicher. Eine andere urkundliche Erwähnung stammt von 1365. Zum Amt Hilpoltstein von Pfalz-Neuburg gehörend, war Meilenbach mit diesem Amt ab 1542 für 36 Jahre an die Reichsstadt Nürnberg verpfändet. Diese ließ ab 1544 ein Salbuch anfertigen; in ihm heißt es, dass Meilenbach ein „Nürnbergerhof der Rieter von Kornburg“ ist. 1604 erscheint die Ansiedelung als „Meulnbach“ in der Vogel’schen Karte des nun wieder pfalz-neuburgischen Pflegamtes Hilpoltstein, gepfarrt in die seit 1542 evangelische Pfarrei Meckenhausen, die 1627 im Zuge der Gegenreformation wieder eine katholische Pfarrei wurde.
Gegen Ende des Alten Reiches, um 1800, bestand die Einöde aus zwei Untertanen-Anwesen der Grundherrschaft Franz Anton Kammerer, Bierbrauer und Lammswirt in Hilpoltstein. Das dortige Pflegamt übte die hohe und die niedere Gerichtsbarkeit aus. Gepfarrt war die Ansiedelung in die katholische Pfarrei Meckenhausen.
Im neuen Königreich Bayern (1806) wurde Meilenbach der Ruralgemeinde Karm, und dem Steuerdistrikt Weinsfeld zugeteilt. Die Meilenbacher Flur war zu Beginn des 19. Jahrhunderts circa 62 Hektar groß.
1875 wurden amtlicherseits in Meilenbach 13 Pferde und 30 Stück Rindvieh gezählt.
Am 1. Januar 1972 wurde die bis dahin selbständige Gemeinde Karm zusammen mit ihren Gemeindeteilen Kauerlach und Meilenbach im Zuge der Gemeindegebietsreform in die Gemeinde Meckenhausen eingegliedert, die ihrerseits zum 1. Juli 1976 ein Gemeindeteil der Stadt Hilpoltstein wurde.
In Meilenbach hat sich ein Hof seit 1997 auf den Anbau von Holunder spezialisiert.

## Einwohnerentwicklung
- 1818: 12 (2 „Feuerstellen“ = Anwesen; 2 Familien)[16]
- 1836: 18 (2 Häuser)[17]
- 1861: 15 (5 Gebäude und die Kirche)[18]
- 1871: 20 (7 Gebäude)[19]
- 1900: 16 (3 Wohngebäude)[20]
- 1938: 20 (nur Katholiken)[21]
- 1950: 18 (2 Anwesen)[22]
- 1961: 18 (2 Wohngebäude)[23]
- 1970: 12[24]
- 1987: 09 (2 Wohngebäude, 2 Wohnungen)[25]
- 2017: 08